# ユタ映画批評家協会
ユタ映画批評家協会（ユタえいがひひょうかきょうかい、Utah Film Critics Association）は、ユタ州の出版、放送、その他のメディアから成る映画ジャーナリストの組織である。協会は毎年12月末に10部門から成る映画賞とトップテンを発表する。

## ユタ映画批評家協会賞

### セレモニー
- 2002年 - 第1回
- 2003年 - 第2回
- 2004年 - 第3回
- 2005年 - 第4回
- 2006年 - 第5回
- 2007年 - 第6回
- 2008年 - 第7回
- 2009年 - 第8回
- 2010年 - 第9回
- 2011年 - 第10回
- 2012年 - 第11回
- 2013年 - 第12回
- 2014年 - 第13回
- 2015年 - 第14回
- 2016年 - 第15回
- 2017年 - 第16回
- 2018年 - 第17回
- 2019年 - 第18回
- 2020年 - 第19回
- 2021年 - 第20回
- 2022年 - 第21回
- 2023年 - 第22回
- 2024年 - 第23回